# Red Bull RB6
Red Bull RB6 — гоночный автомобиль с открытыми колёсами команды Red Bull Racing, разработанный и построенный при помощи Эдриана Ньюи для участия в гонках Формулы-1 сезона 2010 Формулы-1. За рулём этого болида Себастьян Феттель стал самым молодым в истории Чемпионом мира.

## История

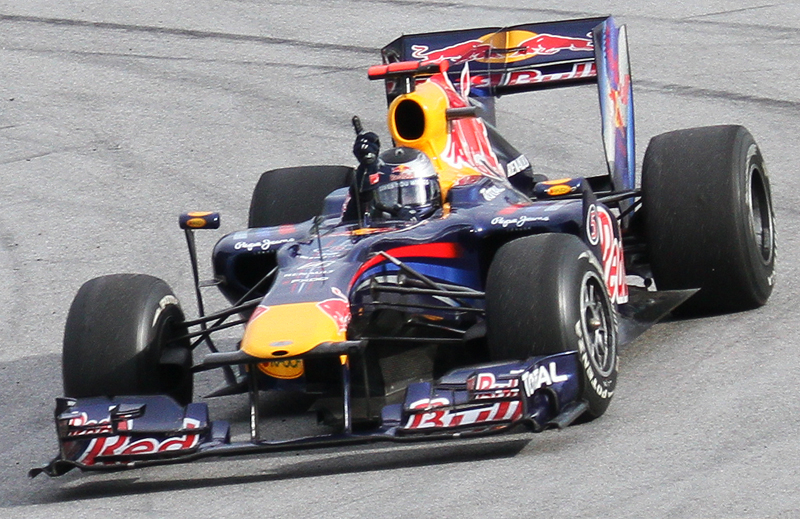
Себастьян Феттель - победитель Гран-при Малайзии 2010 года.

Презентация и первые тестовые заезды новой машины состоялись 10 февраля 2010 в испанском Хересе.
Феттель, который любит давать имена своим машинам назвал свой болид RB6 «Сочная Лиз» (англ. Luscious Liz).
Выиграв первый поул сезона в Бахрейне, Феттель лидировал на протяжении большей части дистанции гонки, однако из-за проблем с двигателем (дефекта свечи зажигания), финишировал лишь четвёртым. Уэббер, потеряв место на старте, затем ещё одно из-за заминки на пит-стопе, закончил гонку восьмым.
Еще большее разочарование принёс команде второй этап в Австралии: Феттель (снова стартовавшего с поула), сошёл из-за проблем с тормозами, а Уэббер, столкнувшись на последних кругах с Льюисом Хэмилтоном, финишировал лишь девятым.
На третьем этапе сезона в Малайзии команда, наконец, добилась успеха и воплотила скорость RB6 в дубль. Выиграл Феттель, а стартовавший с поула Уэббер закончил гонку вторым.
В Китае, несмотря на блестящее выступление в квалификации (Феттель - первый, Уэббер - второй), пилоты Ред Булл финишировали на шестом (Феттель) и восьмом (Уэббер) местах.
И в Испании, и в Монако квалификацию и гонку выиграл Уэббер. Феттель, в свою очередь, квалифицировался вторым на испанском Гран-при, а в гонке был третьим. В Монако немецкий пилот квалифицировался третьим, а в гонке вместе со своим напарником завоевал для команды дубль. После этих этапов Феттель сменил шасси и по традиции назвал его "Распутная Мэнди".
Проведя хорошую квалификацию в Турции (поул у Уэббера, Феттель - третий), команда могла рассчитывать на дубль, но оба пилота попали в курьезную аварию. В итоге австралиец занял третье место, а немец сошел с трассы.
Команда обеспечила себе первый в истории Кубок конструкторов на предпоследнем этапе в Бразилии. А победа Феттеля в заключительной гонке сезона в Абу-Даби принесла ему чемпионский титул.

## Результаты выступлений в Формуле-1
| Легенда к таблице |                                                                    |
| --- | ------------------------------------------------------------------ |
| В таблице перечислены результаты всех Гран-при Формулы-1, в которых использовался автомобиль. Строками таблицы являются сезоны, столбцами — этапы чемпионата мира. В каждой клетке указаны сокращённое название этапа и результат, дополнительно обозначенный цветом. Расшифровка обозначений и цветов представлена в нижеследующей таблице. |                                                                    |
| \| Пример \| Описание \| \| ------------ \| ------------------------------------------------------------------ \| \| 1 \| Победитель \| \| 2 \| Второе место \| \| 3 \| Третье место \| \| 5 \| Финишировал, заработав очки \| \| Сход \| Не финишировал, но при этом заработал очки \| \| 12 \| Финишировал, не получив очков \| \| НКЛ \| Финишировал, но не попал в финальную классификацию \| \| 15 \| Участвовал вне зачёта, либо по отдельной классификации \| \| 18 \| Не финишировал, но попал в финальную классификацию \| \| Сход \| Не финишировал \| \| НКВ \| Не прошёл квалификацию \| \| НПКВ \| Не прошёл предквалификацию \| \| ДСК \| Дисквалифицирован \| \| ИСК \| Исключён из протокола соревнований \| \| ТТ \| Заявлен для участия только в тренировках \| \| НС \| Участвовал в квалификации, но не стартовал в гонке \| \| Т \| Травмирован или болен \| \| ОТК \| Отказ от участия \| \| НТР \| Прибыл на соревнования, но на трассу не выезжал \| \| НПР \| Был заявлен в числе участников, но не прибыл к началу соревнований \| \| О \| Соревнования отменены \| \| \| Не участвовал \| \| Поул-позиция \| \| \| Быстрый круг \| \| |                                                                    |
| Пример | Описание                                                           |
| 1 | Победитель                                                         |
| 2 | Второе место                                                       |
| 3 | Третье место                                                       |
| 5 | Финишировал, заработав очки                                        |
| Сход | Не финишировал, но при этом заработал очки                         |
| 12 | Финишировал, не получив очков                                      |
| НКЛ | Финишировал, но не попал в финальную классификацию                 |
| 15 | Участвовал вне зачёта, либо по отдельной классификации             |
| 18 | Не финишировал, но попал в финальную классификацию                 |
| Сход | Не финишировал                                                     |
| НКВ | Не прошёл квалификацию                                             |
| НПКВ | Не прошёл предквалификацию                                         |
| ДСК | Дисквалифицирован                                                  |
| ИСК | Исключён из протокола соревнований                                 |
| ТТ | Заявлен для участия только в тренировках                           |
| НС | Участвовал в квалификации, но не стартовал в гонке                 |
| Т | Травмирован или болен                                              |
| ОТК | Отказ от участия                                                   |
| НТР | Прибыл на соревнования, но на трассу не выезжал                    |
| НПР | Был заявлен в числе участников, но не прибыл к началу соревнований |
| О | Соревнования отменены                                              |
| | Не участвовал                                                      |
| Поул-позиция |                                                                    |
| Быстрый круг |                                                                    |

| Год  | Шасси        | Двигатель       | Шины | Пилоты  | 1   | 2    | 3   | 4   | 5   | 6   | 7    | 8   | 9    | 10  | 11  | 12  | 13  | 14  | 15  | 16  | 17   | 18  | 19  | Место | Очки |
| ---- | ------------ | --------------- | ---- | ------- | --- | ---- | --- | --- | --- | --- | ---- | --- | ---- | --- | --- | --- | --- | --- | --- | --- | ---- | --- | --- | ----- | ---- |
| 2010 | Red Bull RB6 | Renault RS27 V8 | B    |         | БАХ | АВС  | МАЛ | КИТ | ИСП | МОН | ТУР  | КАН | ЕВР  | ВЕЛ | ГЕР | ВЕН | БЕЛ | ИТА | СИН | ЯПО | КОР  | БРА | АБУ | 1     | 498  |
| 2010 | Red Bull RB6 | Renault RS27 V8 | B    | Феттель | 4   | Сход | 1   | 6   | 3   | 2   | Сход | 4   | 1    | 7   | 3   | 3   | 15  | 4   | 2   | 1   | Сход | 1   | 1   | 1     | 498  |
| 2010 | Red Bull RB6 | Renault RS27 V8 | B    | Уэббер  | 8   | 9    | 2   | 8   | 1   | 1   | 2    | 5   | Сход | 1   | 6   | 1   | 2   | 6   | 3   | 2   | Сход | 2   | 8   | 1     | 498  |